# Le Roi des Aulnes (film, 1996)
Pour les articles homonymes, voir Le Roi des Aulnes.
Pour plus de détails, voir Fiche technique et Distribution.
Le Roi des Aulnes (allemand : Der Unhold, anglais : The Ogre) est un film germano-franco-britannique réalisé par Volker Schlöndorff et sorti en 1996. C'est une adaptation du roman éponyme de Michel Tournier publié en 1970.

## Synopsis
Pendant la Seconde Guerre mondiale, des enfants vont être amenés à combattre aux côtés des nazis. Un personnage nommé Abel Tiffauges s'occupe d'eux.

## Fiche technique
- Titre : Le Roi des aulnes
- Titre original : Der Unhold
- Réalisation : Volker Schlöndorff
- Scénario : Volker Schlöndorff et Jean-Claude Carrière d'après le livre éponyme de Michel Tournier
- Production : Chris Auty, Pierre Couveinhes, Jeremy Thomas, Claude Berri, Ingrid Windisch, Lew Rywin.
- Musique : Michael Nyman
- Photographie : Bruno de Keyzer
- Montage : Nicolas Gaster et Peter Przygodda
- Pays d'origine :  Allemagne –  France –  Royaume-Uni
- Format : couleurs – 1,85:1 – Stéréo
- Genre : drame
- Durée : 118 minutes
- Date de sortie : 1996

## Distribution
- John Malkovich (VF : Daniel Auteuil) : Abel Tiffauges
- Caspar Salmon : Abel jeune
- Gottfried John : Chef Forrester
- Marianne Sägebrecht : Mrs. Netta
- Volker Spengler : Fieldmarshall Hermann Goering
- Heino Ferch : Officier SS Raufeisen
- Dieter Laser : Professeur Blaettchen
- Agnès Soral : Rachel
- Sasha Hanau : Martine
- Vernon Dobtcheff : Lawyer
- Simon McBurney : Brigadier
- Pierre-Benoist Varoclier : Pensionnaire
- Ilja Smoljanski : Éphraim
- Luc Florian : Prisonnier de guerre
- Laurent Spielvogel : Prisonnier de guerre
- Marc Duret : Prisonnier de guerre
- Philippe Sturbelle : Prisonnier de guerre
- Armin Mueller-Stahl : Comte von Kaltenborn
- Jacques Ciron : Avocat
- Patrick Floersheim : Inspecteur de police
- Thierry Monfray : Professeur